# (191621) 2004 MN3
(191621) 2004 MN3 (2004 MN3, 2005 WK42) — астероїд головного поясу, відкритий 19 червня 2004 року.
Тіссеранів параметр щодо Юпітера — 3,485.